# 栂野吉仍
栂野 吉仍（とがの よしあつ）は、戦国時代から安土桃山時代にかけての武将。朝倉氏の家臣。

## 略歴
栂野氏は足羽郡栂野村土着の国人で、朝倉氏が戦国大名に成長する以前からの譜代家臣だったと考えられる。
吉仍は朝倉義景の奏者の1人で、永禄4年（1561年）、義景が上杉謙信による川中島への出兵に呼応し、坂井郡棗庄大窪ノ浜（三里浜）で1万人を催して犬追物を興行した際には仮屋内で記録係として日記を付けた（『 朝倉始末記』）。
同5年（1562年）中秋、京都から下向した大覚寺義俊を饗応して催された曲水の宴では「水郷鷺」と題して歌を詠んでいる。
元亀元年（1570年）、織田信長が敦賀郡に侵攻して金ヶ崎城を落城させた際、吉仍も千余騎を率いて義景に供奉した。
朝倉氏滅亡後の動静は不明である。